# آني بيدويل
آني بيدويل (بالإنجليزية: Annie Bidwell)‏ هي سفرجات أمريكية، ولدت في 1839، وتوفيت في 1918.